# NGC 4064
NGC 4064 is een spiraalvormig sterrenstelsel in het sterrenbeeld Hoofdhaar. Het hemelobject ligt 55 miljoen lichtjaar van de Aarde verwijderd en werd op 29 december 1861 ontdekt door de Duits-Deense astronoom Heinrich Louis d'Arrest.

## Synoniemen
- UGC 7054
- MCG 3-31-33
- ZWG 98.44
- IRAS 12016+1843
- PGC 38167